# Suzuki Celerio
La Suzuki Celerio è un'automobile prodotta dalla casa automobilistica Suzuki in India e Thailandia dal 2014.

## Prima generazione (2014-2021)
È stata presentata in anteprima mondiale al salone dell'automobile di Nuova Delhi nel 2014, mentre in Europa ha debuttato nel gennaio del 2015, sostituendo la Suzuki Alto e la Splash.

### Il contesto
Si tratta di una citycar con lunghezza di 3,60 m, larghezza di 1,60 m e altezza 1,54 m, avente un motore tre cilindri a 12 valvole omologato Euro 6, con una cilindrata di 998 cm³ ed erogante una potenza di 68 CV (50,32 kW), con un peso di 805 kg. che le permette di superare i 155 km/h indicati sul libretto delle istruzioni. I consumi medi dichiarati sono pari ad oltre 17 km/l, grazie anche al CX di 0,30.
Il bagagliaio è di 254 litri con il divano in uso e 726 con i sedili frazionabili ribaltati. Gli optional offerti già con la versione base sono numerosi: il volante (con servosterzo) ed il sedile guidatore regolabili in altezza, 2 airbag anteriori, i vetri anteriori elettrici, il climatizzatore manuale, la chiusura centralizzata, l'immobilizer, l'impianto Hi-Fi con lettore CD/MP3 e porta USB, la connettività Bluetooth. Sono compresi anche ABS, ESP, TCS ed altro.

### Sicurezza
La Suzuki Celerio è stata sottoposta ai consueti crash test dall'ente Euro NCAP nel 2014, ottenendo tre stelle su cinque, nel 2015 dalla ANCAP ottenendo quattro stelle su cinque.

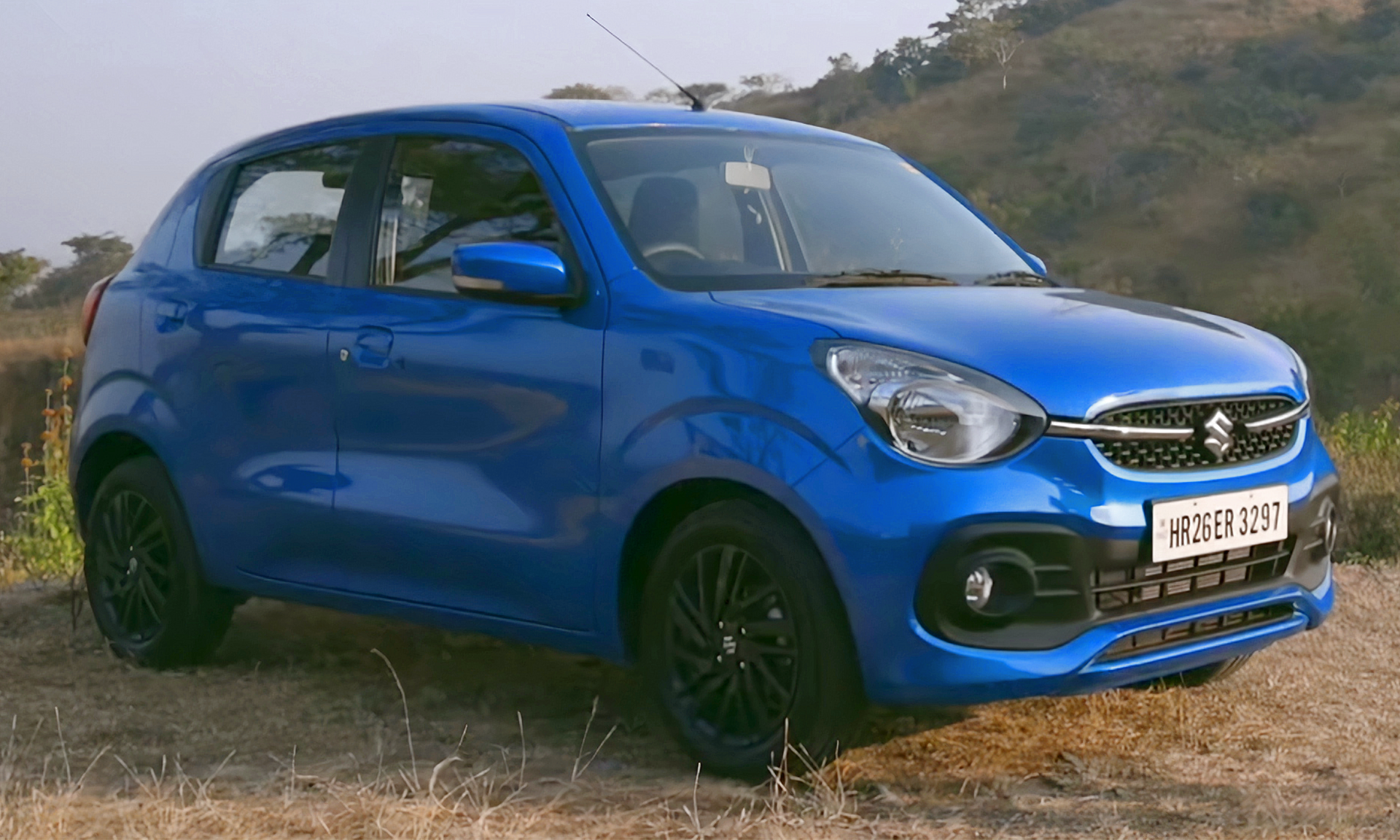
Celerio II

## Seconda generazione (dal 2021)
La seconda generazione, che è stata presentata il 10 novembre 2021 in India, rispetto al modello precedente, differisce totalmente sia sul piano tecnico che stilistico, con un design più arrotondato. Infatti la Celerio è costruita sulla piattaforma HEARTECT, condivisa con le coeve Wagon R e Ignis.
La vettura viene spinta da un motore a tre cilindri da 1,0 litri K10C Dualjet, derivato dal K10B ma modificato in molte componenti e dotato di un sistema dall'alimentazione con doppi iniettori di carburante per cilindro (per un totale di sei) e VVT con fasatura variabile delle valvole, abbinato ad un cambio manuale a 5 marce o in opzione ad automatico. In Europa la seconda generazione non viene più importata.